# Preston on the Hill
Preston on the Hill är en ort i civil parish Preston Brook, i kommunen Borough of Halton, Storbritannien. Den ligger i grevskapet Cheshire och riksdelen England, i den centrala delen av landet, 260 km nordväst om huvudstaden London. Antalet invånare är 716. Preston on the Hill var en civil parish 1866–1936 när blev den en del av Preston Brook. Civil parish hade 355 invånare år 1931.